# Строешти (Арђеш)
Строешти (рум. Stroești) насеље је у Румунији у округу Арђеш у општини Мушатешти. Oпштина се налази на надморској висини од 439 m.

## Становништво
Према подацима из 2002. године у насељу је живело 1164 становника, од којих су сви румунске националности.